# Lophocoleus mirabilis
Lophocoleus mirabilis là một loài bướm đêm trong họ Noctuidae.